# Franco di Berna
Il franco (in tedesco Frank) è stato la valuta del cantone svizzero di Berna tra il 1798 ed il 1850. Era suddiviso in 10 Batzen, ognuno di 10 Rappen.

## Storia
Il Frank era la valuta della Repubblica Elvetica dal 1798. La Repubblica Elvetica cessò di emettere monete nel 1803. Il canton Berna ha coniato monete tra il 1805 ed il 1831. Nel 1850, fu introdotto il franco svizzero con un cambio di 1½ CHF per = 1 Frank di Berna.

## Monete
Furono emesse monete di biglione dal valore di 1, 2 e 5 Rappen, ½ e 1 Batzen e monete d'argento da 2½ e 5 Batzen e da 1, 2 e 4 Franken. La moneta da 4 Franken era anche chiamata Neutaler. Oltre alle monete citate furono coniati dobloni d'oro da 16 Franken.
Berna usò per un breve periodo vecchie monete francesi con contromarca che ne indicava il valore in 40 Batzen, cioè 4 Franken. Una contromarca recava lo stemma bernese con l'orso e l'altra l'indicazione del valore, 40 BZ. Le monete usate furono: lo scudo con l'alloro (écu aux lauriers) di Luigi XV e Luigi XVI, lo scudo della Convenzione (écu conventionel) e la moneta da sei lire (six livres).
Nel 1825 furono anche coniate delle monete d'oro da 4 ducati, del peso di 14 grammi al titolo di 986/1000. Servivano solo nei rapporti d'affari. 
Le monete presentavano al dritto lo stemma di Berna, l'orso, ed al rovescio il valore. 

### Concordato
Nel 1825 il cantone fece un accordo ("Concordato") con altri cantoni per uniformare i tipi e soprattutto i valori delle monete. Dell'accordo facevano parte i cantoni Agrovia, Basilea, Berna, Friburgo, Soletta, Vaud.
L'accordo prevedeva l'emissione di monete con i seguenti nominali: 5, 2½, 1 e ½ Batzen e di 1 Kreuzer (= ¼ Batzen)
|          | 1/4 | 1/2 | 1 | 2½ | 5 |
| -------- | --- | --- | - | -- | - |
| Argovia  | x   | x   | x |    | x |
| Basilea  |     | x   | x |    | x |
| Berna    |     | x   | x | x  | x |
| Friburgo | x   | x   | x |    | x |
| Soletta  | x   | x   | x | x  | x |
| Vaud     |     | x   | x |    | x |

Al rovescio delle monete c'era una croce con "C" al centro e la scritta "die concordier(enden) Cantone der Schweiz" (I cantoni concordanti della Svizzera). Per Vaud la scritta era in Francese: "Les cantons concordants de la Suisse".
Al diritto ogni cantone poneva il proprio stemma.
Obbiettivo del "Concordato" era eliminare l'eccesso delle proprie monete frazionali e vietare le monete di minor valore provenienti dal resto della Svizzera.
La maggior parte delle monete fu coniata nel 1826. Le ultime furono coniate a Vaud nel 1834.
Le monete concordanti di Basilea furono quelle da 5, 1 e ½ Batzen coniate nel 1826.